# Neglasari (Taraju)
Neglasari is een bestuurslaag in het regentschap Tasikmalaya van de provincie West-Java, Indonesië. Neglasari telt 5856 inwoners (volkstelling 2010).